# Grane
Grane este o comună din provincia Nordland, Norvegia.